# Барат, Карл
Карл Барат (англ. Carl Ashley Raphael Barât; род. 6 июня 1978 года, Бейзингсток, Великобритания) — британский музыкант, актёр и автор песен. Был фронтменом и соло-гитаристом группы Dirty Pretty Things и Carl Barat and the Jackals, но наиболее известен как фронтмен рок-группы The Libertines.

## Ранняя жизнь
Имеет французские, русские и польские корни. Родился 6 июня 1978 года в Бейсингстоке, Англия, и большую часть своего детства провёл в Уитчерче, Гемпшир. Его отец, бывший художник, работал на оружейном заводе, а мать, Крисси, была частью коммуны-жилища контркультуры и членом таких хиппи-групп, как «Кампания за ядерное разоружение». Барат провёл часть детства со своей матерью в коммуне, находившейся в Сомерсете.
Свой жизненный путь Карл Барат решил сразу обозначить в творческом направлении, а потому поступил в Университет Брунеля (Brunel University) в Аксбридже (Uxbridge) для изучения драматического искусства. Однако скоро ему это наскучило, к тому же в тот период своей жизни он познакомился с Питом Доэрти (Pete Doherty), с которым решил создать свою рок-группу The Strand, впоследствии переименованную в The Libertines.

### Карьера
В январе 2013 года Барат объявил, что гитарист Джонни Марр (ранее из The Smiths) и барабанщик Энди Берроуз (ранее из Razorlight и We Are Scientific) примут участие в его втором сольном альбоме, который вышел в 2013 году.

## Творчество
В составе The Libertines
- 2002 — Up the Bracket
- 2004 — The Libertines
- 2015 — Anthems for Doomed Youth

В составе Dirty Pretty Things
- 2006 — Waterloo to Anywhere[англ.]
- 2007 — Romance at Short Notice[англ.]

Сольная дискография
- 2010 — Carl Barât[англ.]

В составе Carl Barât and the Jackals
- 2015 — Let It Reign[англ.]